# Bernardo del Campo y Pérez de la Serna
Bernardo del Campo y Pérez de la Serna (ur. 1720, zm. 1780) – hiszpański dyplomata i urzędnik.
Był sekretarzem w Consejo de Estado – Radzie Państwa i ambasadorem Hiszpanii w Londynie (1783-1795) i Wiedniu.